# Zespół dawnego folwarku w Krzeszowicach
Zespół dawnego folwarku – zabudowania byłego folwarku Potockich w Krzeszowicach. Budynki folwarku pałacowego zostały wpisane do rejestru zabytków:
- stajnia „angielska”, ul. Kościuszki 3, nr rej.: A-649 z 1.10.1992
- spichrz folwarczny, ul. Kościuszki 3[1], nr rej.: A-614 z 20.10.1989[2]

Budowę folwarku rozpoczęto w 1788. Zachowały się dwa rzędy zabudowań z początku XX w., między którymi prowadzi tzw. ulica stodólna. W szczycie budynku północnego zachował się wykonany z cegieł herb Potockich. Drugi budynek wykonany jest w technologii tzw. muru pruskiego. Od strony ul. Kościuszki (DK79) mieścił się zarząd folwarku.